# Bangladesh Premier League (Fußball)
Die Bangladesh Premier League, viele Jahre als B.League bekannt – der Name B.League ist an einen  nationalen Wettbewerb japanischer Basketballmannschaften übergegangen – ist die höchste Spielklasse im Fußball von Bangladesch. Verantwortlich für die Liga ist der Nationale Verband BFF. Ausgetragen wird die Meisterschaft mit elf Mannschaften in Hin- und Rückspielen. Der Meister des Landes, aktuell Abahani Ltd. Dhaka, ist berechtigt, am AFC President’s Cup teilzunehmen. Der Tabellenletzte steigt am Ende der Saison in die Dhaka League ab und die besten Acht der Liga qualifizieren sich automatisch für den Super Cup Bangladeschs.

## Geschichte
Aus der Dhaka League wurde 1999/00 die National Championship Liga geformt, ehe der Nationale Verband im Jahr 2006 die Einführung einer professionellen Liga beschloss. Die B. League sollte ursprünglich im September 2006 starten. Aufgrund von Problemen mit den Stadien und der Registrierung der Spieler, verschob sich der Start jedoch bis zum März 2007. Die Liga war für zwölf Mannschaften vorgesehen. Doch der Verein Sylhet DSA gab im Januar 2007 bekannt nicht an der Liga teilzunehmen. Es wurde keine Ersatzmannschaft herangezogen und die Liga startete mit elf Mannschaften am 2. März 2007. Das Eröffnungsspiel der B. League bestritten der Sheikh Russel KC und der Mohammedan SC. Beide trennten sich 1:1. Der erste Meister der neuen Liga war Abahani Ltd. Dhaka, welcher seinen Titel 2008/09 auch erfolgreich verteidigen konnte. Sportlicher Aufsteiger zur Saison 2008/09 war der Fakirerpool Young Men’s Club. Die Liga, bzw. der Verband ließ den Verein jedoch nicht an der Saison teilnehmen. Mit der Firma Citycell konnte zur Saison 2008/09 auch erstmals ein Offizieller Sponsor der Liga präsentiert werden.

## Meister

### Meister der National Division
| Saison  | Meister National Division |
| ------- | ------------------------- |
| 2000    | Abahani Ltd. Dhaka        |
| 2001/02 | Mohammedan SC             |
| 2003    | Muktijoddha Sangsad KS    |
| 2004    | Brothers Union            |
| 2005/06 | Mohammedan SC             |

### Meister der B. League
| Saison  | Meister B. League                   |
| ------- | ----------------------------------- |
| 2007    | Abahani Ltd. Dhaka                  |
| 2008/09 | Abahani Ltd. Dhaka                  |
| 2009/10 | Abahani Ltd. Dhaka                  |
| 2010/11 | Sheikh Jamal Dhanmondi Club         |
| 2012    | Abahani Ltd. Dhaka                  |
| 2012/13 | Sheikh Russel KC                    |
| 2013/14 | Sheikh Jamal Dhanmondi Club         |
| 2015    | Sheikh Jamal Dhanmondi Club         |
| 2016    | Abahani Ltd. Dhaka                  |
| 2017/18 | Abahani Ltd. Dhaka                  |
| 2019    | Bashundhara Kings                   |
| 2020    | Abbruch wegen der COVID-19-Pandemie |
| 2021    | Bashundhara Kings                   |
| 2022    | Bashundhara Kings                   |
| 2022/23 | Bashundhara Kings                   |
| 2023/24 | Bashundhara Kings                   |
| 2024/25 | Mohammedan SC                       |

## Beste Torschützen seit 1997
| Saison     | Spieler                             | Verein                              | Tore                                |
| ---------- | ----------------------------------- | ----------------------------------- | ----------------------------------- |
| 2007       | Elijah Obagbemiro Junior            | Brothers Union                      | 16                                  |
| 2008/09    | Alamu Bukola Olalekan               | Mohammedan SC                       | 18                                  |
| 2009/10    | Enamul Haque                        | Abahani Ltd. Dhaka                  | 21                                  |
| 2010/11    | James Moga                          | Muktijoddha Sangsad KC              | 19                                  |
| 2012       | Ismaël Bangoura                     | Team BJMC                           | 17                                  |
| 2012/13    | Osei Morrison                       | Mohammedan SC                       | 11                                  |
| 2013/14    | Wedson Anselme                      | Sheikh Jamal Dhanmondi Club         | 26                                  |
| 2014/15    | Emeka Onuoha                        | Sheikh Jamal Dhanmondi Club         | 18                                  |
| 2016       | Sunday Nwadialu                     | Abahani Ltd. Dhaka                  | 19                                  |
| 2017/18    | Solomon King Kanform                | Sheikh Jamal Dhanmondi Club         | 15                                  |
| 2017/18    | Raphael Onwrebe                     | Sheikh Jamal Dhanmondi Club         | 15                                  |
| 2018/19    | Raphael Onwrebe                     | Sheikh Russel KC                    | 22                                  |
| 2019\|2020 | Abbruch wegen der COVID-19-Pandemie | Abbruch wegen der COVID-19-Pandemie | Abbruch wegen der COVID-19-Pandemie |
| 2020/21    | Robinho                             | Bashundhara Kings                   | 21                                  |
| 2021/22    | Souleymane Diabate                  | Mohammedan SC                       | 21                                  |
| 2022/23    | Dorielton                           | Bashundhara Kings                   | 20                                  |
| 2023/24    | Cornelius Stewart                   | Bashundhara Kings                   | 19                                  |
| 2024/25    | Samuel Boateng                      | Rahmatganj M21                      | 21                                  |